# Ernst Sattler (Schauspieler)
Ernst Sattler, eigentlich Ernst Roth, (* 14. Oktober 1887 in München; † 3. Januar 1974 in Berlin) war ein deutscher Schauspieler und Hörspielsprecher.

## Leben
Nach dem Abitur studierte Ernst Sattler Philologie an der Universität München und nahm Schauspielunterricht bei Ludwig Heller. Ab 1910 spielte er erste Rollen an Theatern in München, Graz und Zürich. Anschließend hatte er Engagements am Lessingtheater in Berlin und am Theater in Nürnberg. Von 1919 bis 1926 gehörte er dem Ensemble des Deutschen Schauspielhauses in Hamburg an. Es folgten Gastspiele an den Städtischen Bühnen Frankfurt und dem Alten Theater in Leipzig. Von 1935 bis 1944 war er Ensemblemitglied an der Volksbühne Berlin. Nach Ende des Zweiten Weltkriegs folgte von 1945 bis 1951 ein Engagement am Deutschen Theater in Berlin. Danach war er am Schillertheater und am Schloßparktheater in Berlin tätig.

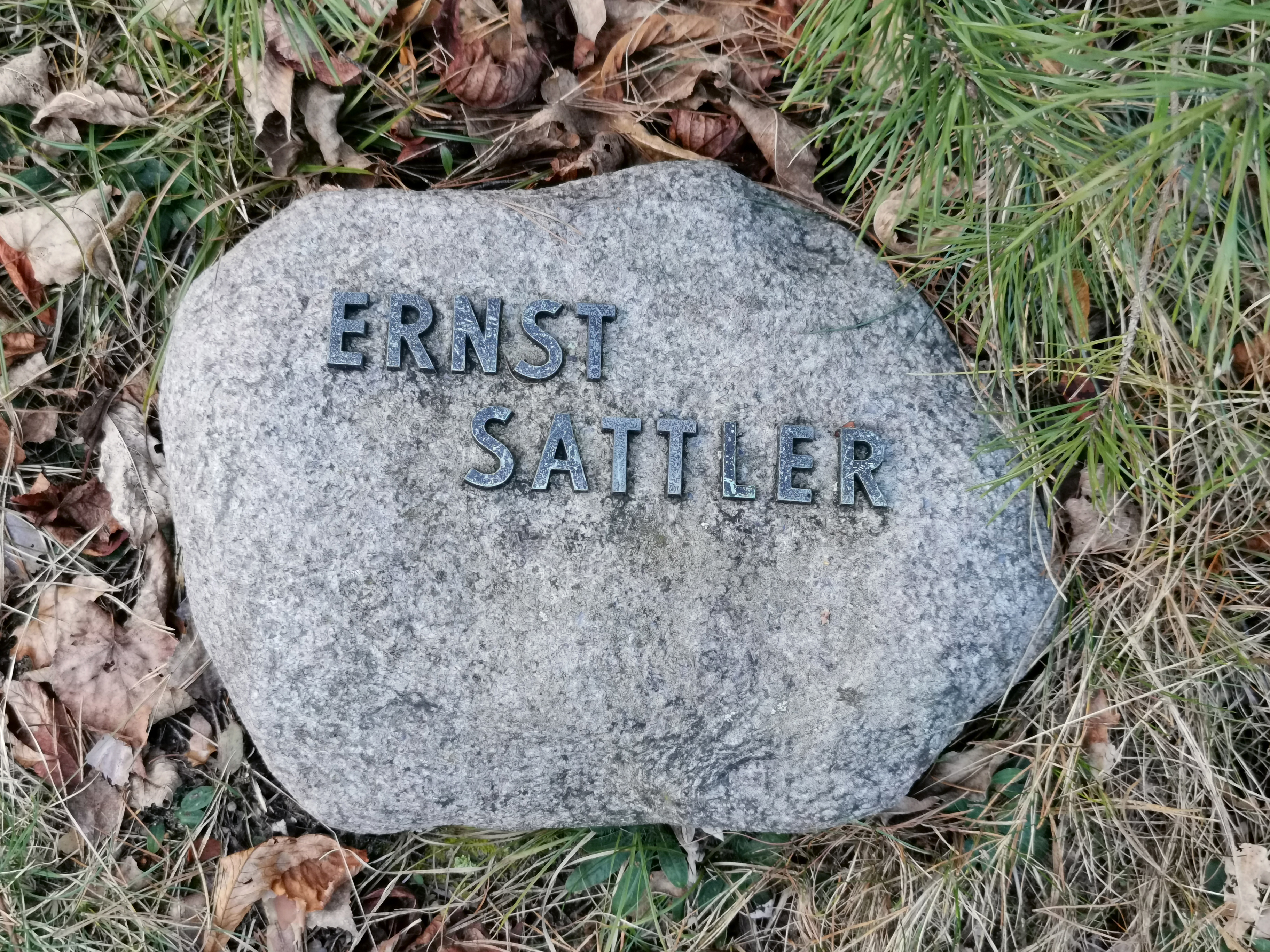
Grabstelle

Ernst Sattler wirkte in verschiedenen Film- und Fernsehproduktionen mit. Darunter befanden sich auch die nationalsozialistischen Propagandafilme Pour le Mérite und Ich klage an, die heute als Vorbehaltsfilme nur unter strengen Voraussetzungen aufgeführt werden können. Er spielte aber auch in Unterhaltungsfilmen wie Glückliche Reise mit Paul Hubschmid und Paul Klinger und Liebe, Jazz und Übermut mit Peter Alexander und Bibi Johns. Sattler stand 1944 in der Gottbegnadeten-Liste des Reichsministeriums für Volksaufklärung und Propaganda.
Ab dem Jahr 1948 war Sattler auch in zahlreichen Hörspielen als Sprecher tätig. In dem Hörspiel Das Haus Erinnerung von Erich Kästner in der Regie von Ulrich Lauterbach sprach er neben Hans Caninenberg, Friedrich Schönfelder und Hans Söhnker.
Zudem war Ernst Sattler als Synchronsprecher zu hören.
Sattler wurde auf dem Waldfriedhof Heerstraße in Berlin-Westend (Grablage: 4 B-Böschung) beigesetzt.

## Filmografie (Auswahl)
- 1917: Wer küßt mich?
- 1922: Strandgut der Leidenschaft
- 1936: Schlußakkord
- 1937: Fanny Elßler
- 1937: Der Lachdoktor
- 1938: Drops wird Flieger
- 1938: Schatten über St. Pauli
- 1938: Ikaruskinder
- 1938: Pour le Mérite
- 1938/50: Preußische Liebesgeschichte
- 1939: Das Lied der Wüste
- 1940: Der Sündenbock
- 1940: Münchner G’schichten
- 1940: Links der Isar – rechts der Spree
- 1941: Der laufende Berg
- 1941: Über alles in der Welt
- 1941: Die schwedische Nachtigall
- 1941: Ich klage an
- 1942: Der Fall Rainer
- 1943: Damals
- 1943: Der Ochsenkrieg
- 1943: Die unheimliche Wandlung des Axel Roscher
- 1944: Der Majoratsherr
- 1944: Der große Preis
- 1944: Das Hochzeitshotel
- 1949: Die Brücke
- 1953: Der Onkel aus Amerika
- 1954: Glückliche Reise
- 1957: Die Unschuld vom Lande
- 1957: Liebe, Jazz und Übermut
- 1958: Gestehen Sie, Dr. Corda!
- 1960: Sabine und die 100 Männer
- 1962: Das Vergnügen, anständig zu sein (Fernsehfilm)
- 1970: Eli – Mysterienspiel vom Leiden Israels (Fernsehfilm)

## Hörspiele (Auswahl)
- 1948: Florian Geyer
- 1949: Ein Spiel vom anderen Leben
- 1950: …lasset alle Hoffnung zurück!
- 1950: Die Bürger von Calais
- 1950: Die Ballade vom Frieden
- 1950: Der Spielzeugladen
- 1952: Tante Voss
- 1952: Der blaue Opel (Indizienbeweis)
- 1953: Meines Bruders Hüter sein?
- 1953: 19. November 1828
- 1953: Das Spiel vom Kreuz
- 1954: Kreuzweg der Gefangenen
- 1955: Fräulein Caroline
- 1956: Helden sind komische Leute
- 1957: Die Bekenntnisse des Hochstaplers Felix Krull
- 1958: Zwei alte Damen feuern
- 1958: Dieter Meichsner: Auf der Strecke nach D. (Zweiter Schreiber) – Regie: Curt Goetz-Pflug (SFB)
- 1959: Das Gasthaus in Aci Cetana
- 1959: Das Haus Erinnerung
- 1959: Korruption im Justizpalast
- 1959: Horation Hornblower’s Abenteuer, Taten und Leiden
- 1959: Achtung! Schwarzer Mann
- 1959: Wilhelm Tell
- 1960: Nathan der Weise
- 1960: Der Hund, der Herr Bozzi hieß
- 1960: General Quixotte
- 1961: Weihnachtsvisite
- 1962: Andorra
- 1964: Die Flöte von Jericho
- 1964: Samstag
- 1964: Das Testament
- 1966: Mein Wintermärchen
- 1969: Ohne erkennbare Gründe